# 韦尔施比利希
韦尔施比利希是德国莱茵兰-普法尔茨州的一个市镇。总面积37.08平方公里，总人口2639人，其中男性1393人，女性1246人（2011年12月31日），人口密度71人/平方公里。